# ショーン・ニコルス
ショーン・ニコルス（Sean Nichols、1975年9月9日 - ）はアメリカ合衆国・ワシントンD.C.出身の俳優、タレントである。acconpany所属。183cm、A型。
1993年に関西外国語大学に留学。その後、浦和市役所国際交流課職員といった色々な職を経ながらもテレビ番組などに出演。主に英語番組が多かった。また1999年には「Spank the Monkey」という外国人漫才コンビを結成し活動していった。
2005年、CBC「ウルトラマンマックス」でムードメーカーの外国人隊員ショーン・ホワイト役を演じた。
現在は芸能界を引退し、通訳として働いており、ビートボクサーでユーチューバーのHIKAKINがアメリカを訪れた際に彼の通訳を担当した。
その後、この繋がりから彼のYouTubeの動画に度々登場している。因みに、愛称は『シュワちゃん』(アーノルド・シュワルツェネッガーに似ているため。)

## 出演履歴

### TV
- 1998年　NTV系「SPORTS MAX」
- 1999年　CX系「タモリのSUPERボキャブラ天国」（Spank the Monkeyとして出演。）
- 2000年　NHK「はじめよう英会話」アンディ役
- 2001年　NHK「英語であそぼ」（現「えいごであそぼ」）マイケル役
- 2003年　NHK「エンジョイ!スピーキング」
- 2004年　NHK「100語でスタート!英会話」マイケル役
- 2005年　CBC制作・TBS系「ウルトラマンマックス」ショーン・ホワイト役
- 2006年　NHK「新感覚☆キーワードで英会話」

### 映画
- 2003年　「wasuremono」主演
- 2004年　「into the sun」コーディネーター・通訳者役

### 舞台
- 2000年　Spank the monkey・外国人コメディ演劇出演

### DVD
- ウルトラマンマックス Vol.4「ダッシュ! ダッシュ! ダッシュ!」（2006年）